# Trypanosoma crocidurae
Trypanosoma crocidurae – kinetoplastyd z rodziny świdrowców należący do królestwa protista. Pasożytuje we krwi ryjówkowatych (Soricidae). Stwierdzono je u: zębiałka myszatego (Crocidura russula), ryjówki aksamitnej (Sorex araneus) i zębiałka karliczka (Crocidura suaveolens).
T. crocidurae osiąga 25 – 32 μm długości.
Występuje na terenie Europy w Belgii, Niemczech, Francji i Czechach.